# Gage (Oklahoma)
Gage é uma cidade  localizada no estado norte-americano de Oklahoma, no Condado de Ellis.

## Demografia
Segundo o censo norte-americano de 2000, a sua população era de 429 habitantes.
Em 2006, foi estimada uma população de 402, um decréscimo de 27 (-6.3%).

## Geografia
De acordo com o United States Census Bureau tem uma área de
1,1 km², dos quais 1,1 km² cobertos por terra e 0,0 km² cobertos por água. Gage localiza-se a aproximadamente 654 m acima do nível do mar.

## Localidades na vizinhança
O diagrama seguinte representa as localidades num raio de 36 km ao redor de Gage.